# 셰우키야

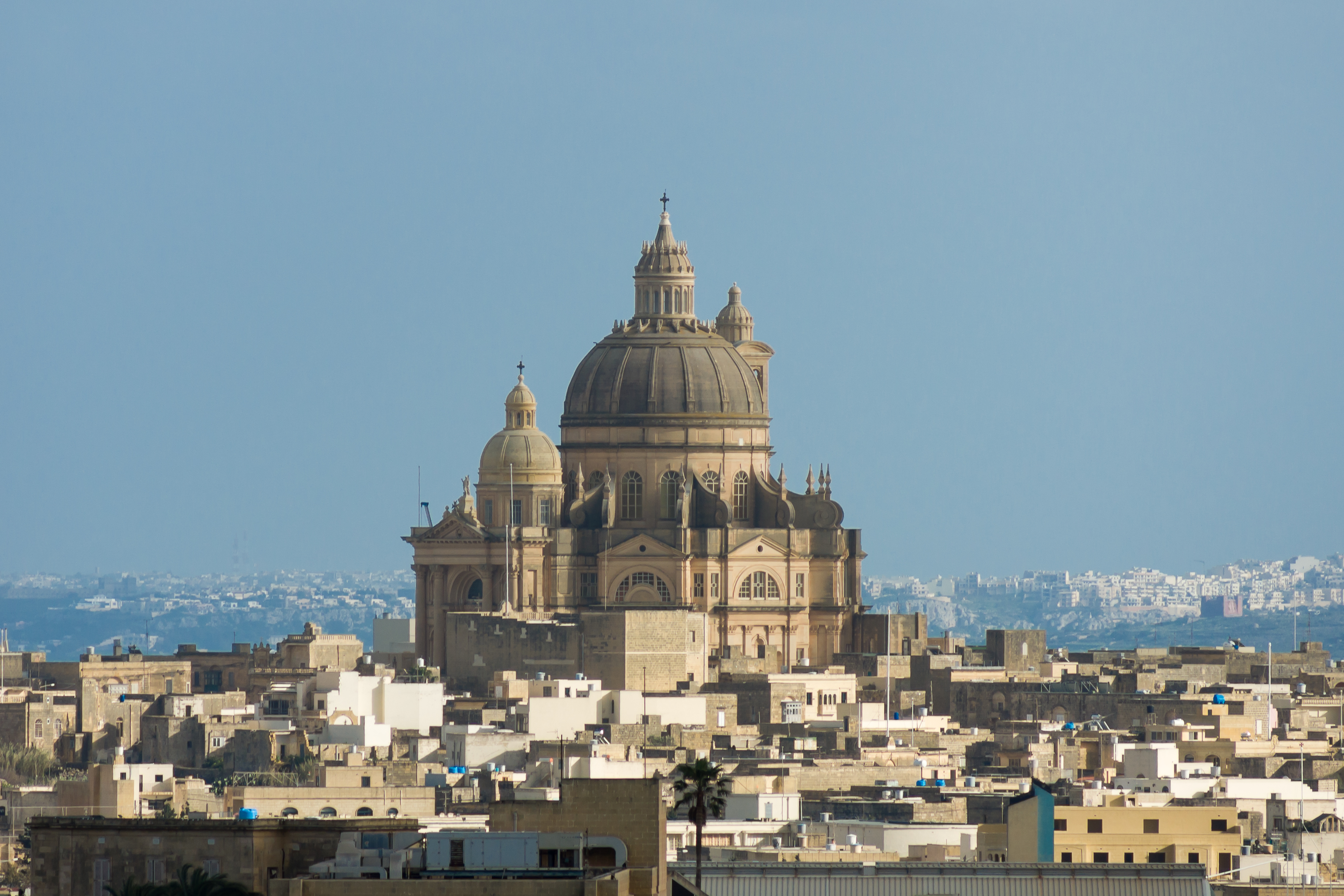
셰우키야 교회당

셰우키야의 위치

셰우키야(몰타어: Xewkija)는 몰타 고조섬 남부에 위치한 도시로 면적은 4.5km2, 인구는 3,115명(2005년 11월 기준), 인구 밀도는 690명/km2이다.

시기
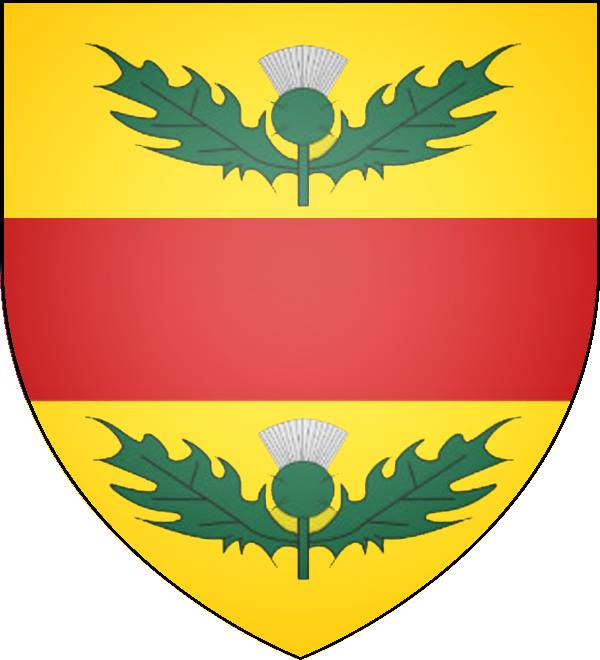
시 문장

## 자매 도시
- 이탈리아 카스텔베네레